# Santa Rosa de Goiás
| Santa Rosa de Goiás            | Santa Rosa de Goiás                                      |
| ------------------------------ | -------------------------------------------------------- |
|                                |                                                          |
| Wappen                         | Flagge                                                   |
| Wappen von Santa Rosa de Goiás | Flagge von Santa Rosa de Goiás                           |
| Karte                          |                                                          |
|                                |                                                          |
| Basisdaten                     |                                                          |
| Staat:                         | Brasilien (BRA)                                          |
| Bundesstaat:                   | Goiás (GO)                                               |
| Mesoregion:                    | Zentral-Goiás                                            |
| Mikroregion:                   | Anápolis                                                 |
| Angrenzende Gemeinden:         | Jaraguá, Jesúpolis, Petrolina de Goiás, Itauçu, Taquaral |
| Distanz zu Goiânia:            | 88 km                                                    |
| Geografische Lage:             | 16° 5′ S, 49° 30′ W                                      |
| Zeitzone:                      | UTC-3 Sommer: UTC-2                                      |
| Höhe:                          | 837 m ü. NN                                              |
| Fläche:                        | 170,970 km²                                              |
| Einwohner:                     | 2905                                                     |
| Bevölkerungsdichte:            | 17,0 Einwohner / km²                                     |
| Telefonvorwahl:                | +55 62                                                   |
| Postleitzahl (CEP):            | 75455-000                                                |
| Adresse der Stadtverwaltung:   | Pça. Nossa Senora da Abadia, 330 Setor Centro            |
| Offizielle Website:            | santarosa.go.gov.br                                      |
| Jahrestag:                     | 14. November                                             |
| Gemeindegründung:              | 1958                                                     |
| Politik                        |                                                          |
| Bürgermeister:                 | Ulisses Alves de Brito (PDT)                             |
| Vize-Bürgermeister:            |                                                          |

Santa Rosa de Goiás ist eine brasilianische politische Gemeinde im Bundesstaat Goiás.
Sie liegt westlich der brasilianischen Hauptstadt Brasília und nördlich von Goiânia, der Hauptstadt des Bundesstaates, in der Mesoregion Zentral-Goiás und in der Mikroregion Anápolis. São Francisco de Goiás ist 88 km entfernt von der Hauptstadt.

## Geographische Lage
Santa Rosa de Goiás grenzt an die Gemeinden:
- im Norden an Jaraguá und Jesúpolis
- im Osten an Petrolina de Goiás
- im Süden an Itauçu
- im Westen an Taquaral de Goiás